# 雅博蒂
雅博蒂是巴西巴拉那州的一个市镇。总面积139.21平方公里，总人口5245人，人口密度37.7人/平方公里。